# Tracunhaém
Tracunhaém est une municipalité brésilienne située dans l'État du Pernambouc.